# Luciano Mellera
Luciano Natanael Mellera (Partido de General San Martín, provincia de Buenos Aires; 20 de septiembre de 1984), también conocido como Lucho Mellera, es un comediante argentino conocido por su carrera de  comediante de Stand up.

## Carrera

### Stand-Up
Se inició en la comedia y el Stand Up en 2008.
Es el primer comediante en hacer un show de Stand Up en Argentina en un estadio, llenando el Luna Park, junto a Lucas Lauriente, con quien también realizaron giras por todo el interior de Argentina y por Europa. También llevó su show a Perú, Chile y Uruguay en varias oportunidades.
Participó de TEDx RíodeLaPlata en cinco ocasiones, cerrando las jornadas frente a más de diez mil personas en cada ocasión y teniendo la oportunidad de llevar su Stand Up al Teatro Colón y al Movistar Arena.
Ha participado en tres especiales de comedia de Comedy Central.

### Netflix
En 2018 se estrenó su especial de comedia original de Netflix, Infantiloide.

### Podcast
En la actualidad, además de seguir haciendo stand up, es uno de los cuatro integrantes de Aislados El Podcast, un podcast semanal de comedia junto a Nicolás de Tracy, Lucas Lauriente y Nanutria, donde hablan de sus vidas cotidianas y temas aleatorios con un toque de humor.

### Obras de teatro
Protagonizó junto a Lucas Lauriente la obra de teatro Quédate conmigo, Lucas escrita por Hernán Casciari y dirigida por Pablo Picotto.